# Gregorowce Południowe
Gregorowce Południowe – przystanek kolejowy w Gregorowcach na linii kolejowej nr 32, w województwie podlaskim, w powiecie bielskim, w Polsce, otwarty 12 listopada 2023 r. w ramach Programu Przystankowego.